# The Dance (мініальбом)
The Dance — перший мініальбом голландського симфо-метал- гурту Within Temptation. Вийшов після синглу «Restless» і альбому Enter. Звучання досить готичне та меланхолійне, на відміну від пізніших альбомів, наприклад, Mother Earth та The Silent Force.

## Фон
Мініальбом містить оригінальні пісні «The Dance», «Another Day» і «The Other Half (of Me)». До нього також увійшли ремікс синглу «Restless» та спільний ремікс пісень «Candles» та «Pearls of Light». Оригінальні версії цих пісень з'явилися на попередньому альбомі гурту Enter.
Він разом із Enter був перевиданий у США 18 вересня 2007 року лейблом Season of Mist. Після чудового прийому пізніших альбомів і світового туру Hydra, Nuclear Blast вирішили разом випустити перевидання Enter і The Dance 10 листопада 2014 року, щоб надати новим слухачам доступ до раннього матеріалу гурту.
19 жовтня 2018 року, святкуючи 20-річчя гурту, вони випустили лімітований тираж вінілу Enter and The Dance. Примірники розпродані під час передпродажу. Хоча міні-альбом так і не потрапив до головних хіт-парадів, його вініловий реліз увійшов до Dutch Vinyl Charts під номером 11, через двадцять років після офіційного релізу.
Прем'єра всіх трьох пісень з The Dance відбулася в 1997 році, причому «The Dance» і «The Other Half (of Me)» часто виконувалися, а «Another Day» — у вибрані дати. «The Dance» і «The Other Half (of Me)» грали до 2002 року. Після цього «The Dance» звучало лише кілька разів у 2005 році, а «The Other Half (of Me)» звучала на окремих шоу між 2005 і 2007 роками. «The Other Half (of Me)» востаннє звучала в 2008 році для шоу Black Symphony в Роттердамі.

## Список треків
| #  | Назва                             | Тривалість |
| -- | --------------------------------- | ---------- |
| 1. | «The Dance»                       | 5:02       |
| 2. | «Another Day»                     | 5:44       |
| 3. | «The Other Half (of Me)»          | 4:49       |
| 4. | «Remix Restless»                  | 3:31       |
| 5. | «Remix Candles & Pearls of Light» | 9:02       |